# Biały Pałacyk na Frascati
Biały Pałacyk na Frascati, także pałacyk Branickich-Lubomirskich – pałacyk znajdujący się w Warszawie przy al. Na Skarpie 20/26. Siedziba Muzeum Ziemi PAN.

## Opis
Pod koniec XVIII wieku w miejscu tym znajdował się założony przez księcia „byłego podkomorzego” (jak kazał się nazywać) Kazimierza Poniatowskiego ogród zwany "Na Górze", zaprojektowany przez Szymona Bogumiła Zuga. W 1779 roku według jego projektu wybudowano tu letni pałacyk. Na początku XIX wieku posiadłość stała się własnością francuskiego restauratora Szymona Chovota. Przekształcił ogrody w park zwany "Frascati" i rozbudował Biały Pałacyk na lokale restauracji. 
W latach późniejszych tereny przejął Nikołaj Nowosilcow, a po nim gen. Józef Rautenstrauch. Następnie, na pocz. II połowy XIX wieku, ogrody zakupiła hrabina Róża z Potockich Branicka (1782–1862). Jej wnuk Władysław Branicki wzniósł nieopodal starego Białego Pałacyku tzw. Czerwony Pałac, (także: Czerwony Dom, w stylu renesansu holenderskiego, z fasadą z klinkieru, stąd nazwa), rezydencję Branickich, którą projektował Leandro Marconi. Obok, wykorzystując mury dawnego pałacyku, wzniesiono nowy Biały Pałacyk w stylu klasycystycznym z oranżerią. Nie wiadomo, kto projektował budynek. 
W dniu 20 sierpnia 1853 roku w willi urodziła się druga córka Zygmunta Krasińskiego, Elżbieta (zm. 1857). 
W roku 1893 córka hr. Władysława, Maria (1873–1934), poślubiła księcia Zdzisława Lubomirskiego i otrzymała pałacyk w darze. Zwano go żartobliwie "Córkarnią", gdyż rodzice Braniccy rezydowali w Czerwonym Pałacu, a ich cztery córki w Białym Pałacyku. Odtąd pałacyk był warszawską rezydencją ks. Zdzisława i jego rodziny. Wnuk Zdzisławostwa Lubomirskich, Zdzisław Morawski, opisuje go jak następuje: dom składał się z trzech brył: piętrowego środka i parterowych boków. Całość w stylu klasycystycznym, mieściła około dwudziestu pokojów. Na parterze znajdowała się owalna sala balowa, wysoka na dwie kondygnacje, gabinet pana domu, salon, sala jadalna, obszerny przedpokój, kuchnia i pomieszczenia dla służby. Na pierwszym piętrze mieściły się pokoje sypialne i mały salonik przylegający do oranżerii, oszklonej i także wysokiej na dwa piętra; można do niej było wejść z parteru albo schodami w dół z pierwszego piętra (zobacz niżej, Pamiętnik).
W Czerwonym Pałacu (zburzonym częściowo w czasie II wojny światowej, ruiny rozebrano w 1946) był w czasie I wojny światowej lazaret wojskowy, po odzyskaniu niepodległości mieściła się w nim do 1939 ambasada francuska (ówczesny adres: al. Frascati 22). Po śmierci Marii Lubomirskiej, która zmarła w Białym Pałacyku, ks. Zdzisław przeniósł się do wybudowanej nieopodal willi pod adresem ul. płk. Francesco Nullo 3, a Biały Pałacyk wynajęło poselstwo Chin na rezydencję dla posła i użytkowało go do 1939 r., prowadząc sprawy konsularne w osobnych biurach przy ul. Rozbrat 28. Ok. 1936 r. park rozparcelowano i wytyczono nową ulicę, nazwaną Aleja Legionów. Położoną naprzeciw pałacyku posesję (dawniej podobno lożę masońską) z nowym adresem Al. Legionów 27 zakupił architekt Bohdan Pniewski i wzniósł tam istniejącą do dziś willę, gdzie miał mieszkanie i pracownię architektoniczną.
Pałacyk ucierpiał podczas II wojny światowej, ale nie został zburzony. Odbudowano go w 1948 roku według projektu Tadeusza Zielińskiego i Zbigniewa Karpińskiego w stylu klasycystycznym. Od tego czasu jest użytkowany przez Muzeum Ziemi PAN.